# Margherita Ancona
Margherita Ancona, född 1881, död 1966, var en italiensk rösträttskvinna. 
Hon var ordförande i Comitato lombardo pro suffragio, rösträttsföreningen i Lombardiet och medlem i International Woman Suffrage Alliance (IWSA). Hon var den enda italienska ledamoten i styrelsen för IWSA. Hon var Italiensk representant i Inter-Allied Women's Conference 1919.